# Muṣṭafā Luṭfī al-Manfalūṭī
Mustafa Lutfi el-Manfaluti (in arabo مصطفى لطفي المنفلوطي‎?, Muṣṭafā Luṭfī al-Manfalūṭī; Manfalut, 30 novembre 1876 – Il Cairo, 25 luglio 1924) è stato uno scrittore e poeta egiziano, autore di numerose celebri opere letterarie arabe.
Nacque a Manfalut (Alto Egitto) da padre egiziano e da madre turca.

## Gioventù
Imparò a memoria l'intero Corano, come era tradizione negli ambienti più religiosi, all'età di 12 anni e studiò poi nella università al-Azhar del Cairo.
Tradusse un gran numero di opere dal francese e scrisse racconti in francese, malgrado non conoscesse a sufficienza questa lingua, né a livello di comprensione né di parlata, tanto da essere costretto a farsele tradurre in arabo da amici per poter operare. Il suo più noto lavoro è una raccolta di articoli intitolata al-Naẓarāt (in arabo النظرات‎?), ossia "Vedute".

## Opere principali
Tra i suoi libri figurano:
- Mājdūlīn (in arabo ماجدولين‎?)
- al-ʿAbarāt (Lacrime) (in arabo العبرات‎?)
- al-Shāʿir (Il poeta) (in arabo الشاعر‎?)
- Fī sabīl al-tāj (Lungo il cammino della coroana) (in arabo في سبيل التّاج‎?)
- al-Faḍīla (La virtù) (in arabo الفضيلة‎?)
- al-Naẓarāt (Vedute) (in arabo النظرات‎?)